# Sing Hallelujah! (пісня Dr. Alban)
«Sing Hallelujah!» — пісня, записана шведським музикантом і продюсером Доктором Альбаном. Випущена у 1993 році як третій сингл з його другого студійного альбому One Love (1992). Описана як «гімн дискотек із танцювальною та дискотечною звучністю», пісня стала хітом у багатьох європейських країнах, зумівши потрапити до топ-5 у Бельгії, Данії, Фінляндії, Німеччині, Ісландії та Швейцарії. У Великій Британії досягла 16 місця в UK Singles Chart, тоді як у Eurochart Hot 100 досягла четвертого місця. За межами Європи, в Австралії, «Sing Hallelujah!» досягла п'ятого місця, а в Зімбабве — 11-го. Після «It's My Life» це був другий хіт доктора Албана, який мав міжнародний розмах. Його супровідне музичне відео також отримало активну ротацію на MTV Europe. У 2005 році «Sing Hallelujah!» знову потрапила у чарти, коли була перезаписана виконавцем у нових версіях, досягнувши 12 місця у Фінляндії.

## Критика
Ларрі Флік з Billboard зазначив, що пісня вже встигла насолоджуватися дуже гарячим пробігом у більшій частині Англії та Європи. Він додав: «Жвавий поп/NRG характер платівки підсилюється збудливими плесканнями в долоні, наполегливими фортепіанними лініями та веселим госпел-хором. По-справжньому чарівна мелодія змусить вас підняти руки до неба і співати разом із неймовірно запам'ятовуючим приспівом». У своєму щотижневому коментарі до хіт-параду Великобританії Джеймс Мастертон сказав: «Останній сингл аж ніяк не такий помітний, як попередній, має той недолік, що він не вкорінюється в психіку п'яних британців на „Коста-дель-Соль“ протягом літа, і, як правило, не є дуже добре, тому подальший прогрес у чартах малоймовірний».

## Продуктивність чартів
«Sing Hallelujah!» вплинув на чарти кількох континентів, ставши головним хітом у багатьох країнах. У Європі він увійшов до топ-5 хітів у Фламандській Бельгії (3), Данії (3), Фінляндії (2), Німеччині (4), Ісландії (5), Швейцарії (4), а також у Eurochart Hot 100, де пісня посіла четверте місце. Крім того, він увійшов до топ-10 хітів в Австрії (7), Франції (7), Греції (10), Ірландії (6), Нідерландах (6), Норвегії (8), Португалії (7) і Швеції (6). У Великій Британії «Sing Hallelujah!» досяг лише 20 найкращих, досягнувши 16 місця в чарті синглів Великобританії 25 квітня 1993 року після 4 тижнів у чарті. За межами Європи він посів п'яте місце в Австралії та канадський чарт RPM Dance/Urban, номер 11 у Зімбабве та номер 15 у чарті Billboard Hot Dance Club Play у США.
Сингл отримав золоту платівку в Данії, срібну платівку у Франції, продавши 25 000 одиниць, і платинову платівку в Австралії та Німеччині, після того, як було продано 70 000 і 500 000 синглів.

## Вплив і спадщина
Англійський ді-джей, продюсер і телеведучий Дейв Пірс включив пісню «Sing Hallelujah!» у 10 найкращих за весь час у 1997 році, сказавши: «Справді гімн. Я граю це в особливих випадках, і коли воно розбивається на приспів, воно завжди викликає найкращу реакцію. Це гарантовано викличе посмішку на обличчі, а трусики та сумочки злетять у повітря!».

## Мозаїчний варіант
У 1995 році лейбл Perfecto Records Пола Окенфолда випустив танцювальний трек, заснований на інтерполяції «Sing Hallelujah!» під назвою «Sing It (The Hallelujah Song)». Пісня, яка була зарахована до гурту під назвою Mozaic, стала хітом у Великій Британії, дебютувавши на найвищій позиції під номером 14 у серпні 1995 року. У 2015 році Окенфолд включив мікс пісні «Quivvers Dirty Dub» у свій збірний альбом 25 Years of Perfecto Records.